# جيمي رولو
جيمي رولو (بالإنجليزية: Jimmy Rollo)‏ هو لاعب كرة قدم بريطاني في مركز الدفاع، ولد في 22 مايو 1976 في Wisbech ‏ في المملكة المتحدة. لعب مع فوريست غرين وكارديف سيتي ونادي باث سيتي ونادي والسول.

## وصلات خارجية
- جيمي رولو على موقع قاعدة بيانات كرة القدم.إي يو (الإنجليزية)
- جيمي رولو على موقع Soccerbase.com (لاعب) (الإنجليزية)